# Lac de la Gruyère
Lac de la Gruyère är en sjö i Schweiz.   Den ligger i kantonen Fribourg, i den sydvästra delen av landet, 40 km sydväst om huvudstaden Bern. Lac de la Gruyère ligger 669 meter över havet. Arean är 9,4 kvadratkilometer. Den sträcker sig 12,2 kilometer i nord-sydlig riktning, och 3,2 kilometer i öst-västlig riktning.
Följande samhällen ligger vid Lac de la Gruyère:
- Broc (2 148 invånare)
- Hauteville (529 invånare)
- Le Bry (307 invånare)
- Villarvolard (262 invånare)

I omgivningarna runt Lac de la Gruyère växer i huvudsak blandskog. Runt Lac de la Gruyère är det ganska glesbefolkat, med 38 invånare per kvadratkilometer.